# Prezza
Prezza ist eine italienische Gemeinde (comune) mit 847 Einwohnern (Stand 31. Dezember 2023) in der Provinz L’Aquila in den Abruzzen. Die Gemeinde liegt etwa 49 Kilometer von L’Aquila und gehört zur Comunità montana Peligna. Der Sagittano bildet eine natürliche Gemeindegrenze im Osten.

## Verkehr
Durch die Gemeinde führt die Autostrada A25 von Torano Nuovo nach Pescara (ohne Anschluss). Der Bahnhof von Prezza liegt an der Bahnstrecke Rom-Sulmona-Pescara.